# Ovidiu Alin Hațegan
Ovidiu Alin Hațegan (født 17. juli 1980) er en rumænsk fodbolddommer fra Arad. Han har dømt internationalt under det internationale fodboldforbund FIFA siden 2008, hvor han siden 2011 har været indrangeret som kategori 1-dommer.

## Kampe med danske hold
- Den 25. august 2011: Playoff til Europa League: Sporting Lissabon – FC Nordsjælland 2-1.
- Den 3. november 2011: Europa Leagues gruppespil: OB – Twente.

### Fodnote
1. ↑  World Referee, Internationally Ovidiu Hategan is listed as a first category referee. Arkiveret 16. maj 2017 hos  Wayback Machine (engelsk), hentet 2. november 2011

### Ekstern henvisning
- World Referee, Statistik for Hategan Arkiveret 3. marts 2012 hos  Wayback Machine (engelsk), hentet 2. november 2011

| Biografi | Spire Denne biografi om en fodbolddommer er en spire som bør udbygges. Du er velkommen til at hjælpe Wikipedia ved at udvide den. |